# Czechowice-Dziedzice (gmina)
Czechowice-Dziedzice est une gmina mixte du powiat de Bielsko-Biała, Silésie, dans le sud de Pologne. Son siège est la ville de Czechowice-Dziedzice, qui se situe environ 13 km au nord-ouest de Bielsko-Biała et 36 km au sud de la capitale régionale Katowice.
La gmina couvre une superficie de 66,28 km2 pour une population de 43 248 habitants.

## Géographie
Outre la ville de Czechowice-Dziedzice, la gmina inclut les villages de Bronów, Ligota et Zabrzeg.
La gmina borde la ville de Bielsko-Biała et les gminy de Bestwina, Chybie, Goczałkowice-Zdrój, Jasienica et Pszczyna.